# Abdij van Fulda
De Abdij van Fulda was een benedictijnse abdij in Fulda in de huidige Duitse deelstaat Hessen. De abdij ontwikkelde zich tot een eminent centrum van geleerdheid met een gerenommeerd scriptorium en een bibliotheek met zo'n 2000 manuscripten. Daaronder is de codex Fuldensis, een codex geschreven tussen 541 en 547 met de oudste complete kopie van een Latijnse versie van het nieuwe Testament. 

## Geschiedenis

### Vroege middeleeuwen
De abdij werd op 12 maart 744 gesticht door Sturmius, een leerling van Bonifatius. In 751 kwam zij op geestelijk gebied direct onder de paus. Koning Pepijn verhief Fulda in 765 tot rijksabdij en keizer Karel de Grote verleende in 774 de immuniteit.
In de 9e eeuw reikten de bezittingen nog van de Alpen tot de Noordzee, maar later is dit beperkt tot een klein gebied in de Rhön en in Franken. De abdij had vergeleken met andere Duitse abdijen echter wel het grootste gebied.
In 998 kregen de abten een primaatschap voor alle abten in Germanië en Gallië. In 1170 werden ze rijkskanselier en in 1220 werd de abdij door keizer Frederik II verheven tot abdij-vorstendom.

### Vijftiende tot zeventiende eeuw
In de 15e eeuw gingen de Fuldasche Mark en Gersfeld verloren. In 1487 werd het hele gebied zelfs verpand aan het keurvorstendom Mainz en het landgraafschap Hessen. Tijdens de Dertigjarige Oorlog was het van 1632 tot 1634 onder de naam vorstendom Buchen in handen van de landgraaf van Hessen-Kassel. In 1648 ging het laatste deel van Vacha verloren aan Hessen-Kassel.

### Achttiende eeuw
In 1752 werd het abdijvorstendom door paus Benedictus XIV verheven tot bisdom, waarmee het prinsbisdom Fulda ontstond. In 1803 werd de staat door Willem I der Nederlanden in bezit genomen en ging deel uitmaken van het vorstendom Nassau-Oranje-Fulda.